# Otto Friedrich Müller
Otto Friedrich Müller (Kopenhagen, 11 maart 1730 – 26 december 1784) was een Deense natuuronderzoeker en zoöloog. 

## Leven
Müller is vooral bekend op het gebied van de malacologie, daarnaast ook als entomoloog en ornitholoog.
Hij was lid van de Academia Caesarea Leopoldina, de Kungliga Vetenskapsakademien, de Académie des Sciences Paris en de Gesellschaft der naturforschenden Freunde zu Berlin.

## Naar Müller genoemde Taxa
Naar hem werd het geslacht Muellera L.f. in de plantenfamilie van de vlinderbloemigen (Fabaceae) genoemd.

## Werken
- Fauna Insectorum Fridrichsdaliana. Lipsiae: Hafniae et Gleditsch xxiv 96 pp. (1764).
- Vermium terrestrium et fluviatilium, seu animalium infusoriorum, helminthicorum, et testaceorum, non marinorum, succincta historia. Vol. 1, Pars Ima: 1-136 [1773]; Pars Altera: 1-214 + index 8 pp. [1773-1774]. Havniæ & Lipsiæ, Heineck & Faber. PDF vol 2: I-XXXVI, 1-214, 10 unnumbered pages. [1774]. Havniæ & Lipsiæ, apud Heineck et Faber, ex officina Molleriana.PDF Het is niet alleen fundamenteel van opzet in het onderzoek van slakken en wormen, maar is daarnaast opmerkelijk, omdat het een eerste poging tot classificatie en beschrijving van micro-organismen bevat.

- Zoologiae Danicae Prodromus, seu Animalium Daniae et Norvegiae Indigenarum characteres, nomina, et synonyma imprimis popularium.... Copenhagen, Hallager for the author. (1776) PDF "... Dit boek geeft het eerste overzicht van de fauna van Noorwegen en Denemarken. Daarin beschrijft en classificeert Müller meer dan drieduizend soorten. Het werk was oorspronkelijk als het begin van een rijk te illustreren serie verschenen, maar uitsluitend het eerste deel verscheen voor het overlijden van Müller. De volgende uitgaven, onder andere uitgegeven door Søren Abildgaard en Martin Heinrich Rathke, bereikten niet meer het niveau van de Flora Danica begonnen door Georg Christian Oeder
- Entomostraca seu Insecta Testacea, quae in aquis Daniae et Norvegiae reperit, descripsit et iconibus illustravit. 135 pp. 1785 PDF
- Animalcula infusoria fluviatilia et marina, over eencellige waterdiertjes, postuum uitgegeven in 1786, bezorgd door Otto Fabricius. op Biodiversity Heritage Library

- Bibsys: 90313107
- Bibliothèque nationale de France: cb105536860 (data)
- Author citation (botany): O.F.Müll.
- CiNii: DA17624168
- Gemeinsame Normdatei: 117609331
- International Standard Name Identifier: 0000 0001 2123 5245
- Library of Congress Control Number: n86815213
- Nationale Bibliotheek van Tsjechië: nlk20010095241
- Nationale bibliotheek van Australië: 35956182
- Nationale Bibliotheek van Israël: 987007272773905171
- Nederlandse Thesaurus van Auteursnamen: 073103128
- LIBRIS: 351243
- Système universitaire de documentation: 088250415
- Museum of New Zealand Te Papa Tongarewa: 50139
- Trove: 1162018
- Virtual International Authority File: 22132538
- WorldCat: E39PBJrcmtCjBKvDMqDRWHdG73